# Елово (Грчка)
Елово или Елево (грч. Ελάτεια, Елатија) је некадашње насеље у Грчкој у општини Лерин, периферија Западна Македонија. 

## Историја
Насеље су првобитно насељавали Словени, али су га напустили због напада разбојничких банди. Почетком 19. века насеље насељавају албанске хришћанске породице из данашње Албаније. Према Василу Канчову, 1900. године у Елову је живело 40 Арнаута хришћана. Село је читлук, па се становништво постепено исељава у Лерин, Бел Камен и Негован. За време грађанског рата село је доста страдало, а преостало становништво се преселило у Бел Камен.

## Становништво
| Година       | 1920 | 1940 |
| ------------ | ---- | ---- |
| Становништво | 125  | 125  |